# Toprakkale (Osmaniye)
Toprakkale (türkisch für Erdburg) ist eine Kreisstadt und Hauptort des gleichnamigen Landkreises in der türkischen Provinz Osmaniye.

## Stadt
Die Stadt Toprakkale liegt etwa zehn Straßenkilometer westlich von Osmaniye, verbunden über die Fernstraße D-400. Die im Stadtlogo vorhandene Jahreszahl (1965) dürfte auf das Jahr der Ernennung zur Stadtgemeinde (Belediye) hinweisen. 55 Prozent der Landkreisbevölkerung ist in der Stadt angesiedelt. Die Kreisstadt wird in neun Stadtviertel (Mahalle) geteilt, die im Durchschnitt von 11.100 Einwohnern bewohnt werden.

## Landkreis
Der kleinste Landkreis der Provinz Osmaniye liegt im Süden der Provinz und grenzt an die Provinzen Adana im Westen und Hatay im Süden.
Der Kreis wurde 1996 durch Abspaltung des gleichnamigen Bucaks (1 Belediye, 6 Dörfer zusammen 13.093 Einw. / VZ 1990) aus dem zur Provinz Adana gehörenden Landkreis Osmaniye gebildet (Gesetz Nr. 4200). Gleichzeitig wurde der Kreis in die neugebildete Provinz Osmaniye überführt.
2020 besteht der Kreis neben der Kreisstadt (Merkez) mit Tüysüz aus einer weiteren Stadt (6.815 Einwohner). Es gibt nur drei Dörfer (Köy, Mehrzahl Kölyer) im Kreis: Lalegölü (865), Sayhüyük (816) und Aslanpınarı (440 Einw.). Der Kreis erreicht mit seiner Bevölkerungsdichte nahezu die Dichte des zentralen Landkreises.

## Bevölkerung

### Ergebnisse der Bevölkerungsfortschreibung
Nachfolgende Tabelle zeigt den vergleichenden Bevölkerungsstand am Jahresende für die Provinz Osmaniye, den Landkreis und die Stadt Toprakkale sowie deren jeweiligen Anteil an der übergeordneten Verwaltungsebene. Die Zahlen basieren auf dem 2007 eingeführten adressbasierten Einwohnerregister (ADNKS). Die letzten beiden Wertzeilen entstammen Volkszählungsergebnissen.

| 0Jahr0 | Provinz | Landkreis | Landkreis | Stadt | Stadt  |
| 0Jahr0 | abs.    | %         | abs.      | %     | abs.   |
| ------ | ------- | --------- | --------- | ----- | ------ |
| 2020   | 548.556 | 3,65      | 20.036    | 55,40 | 11.100 |
| 2019   | 538.759 | 3,73      | 20.119    | 53,64 | 10.791 |
| 2018   | 534.415 | 3,77      | 20.127    | 54,47 | 10.963 |
| 2017   | 527.724 | 3,58      | 18.885    | 54,79 | 10.348 |
| 2016   | 522.175 | 3,56      | 18.605    | 54,78 | 10.191 |
| 2015   | 512.873 | 3,60      | 18.449    | 55,22 | 10.187 |
| 2014   | 506.807 | 3,49      | 17.688    | 56,91 | 10.067 |
| 2013   | 498.981 | 3,33      | 16.622    | 88,63 | 14.732 |
| 2012   | 492.135 | 3,41      | 16.791    | 57,63 | 09.677 |
| 2011   | 485.357 | 3,16      | 15.361    | 53,43 | 08.208 |
| 2010   | 479.221 | 3,13      | 14.996    | 53,77 | 08.063 |
| 2009   | 471.804 | 2,89      | 13.621    | 57,58 | 07.843 |
| 2008   | 464.704 | 2,92      | 13.582    | 57,45 | 07.803 |
| 2007   | 452.880 | 2,88      | 13.049    | 56,89 | 07.423 |
| 2000   | 458.782 | 3,70      | 14.519    | 57,94 | 08.413 |
| 1997   | 438.372 | 3,88      | 16.996    | 70,50 | 11.983 |

## Sehenswürdigkeiten

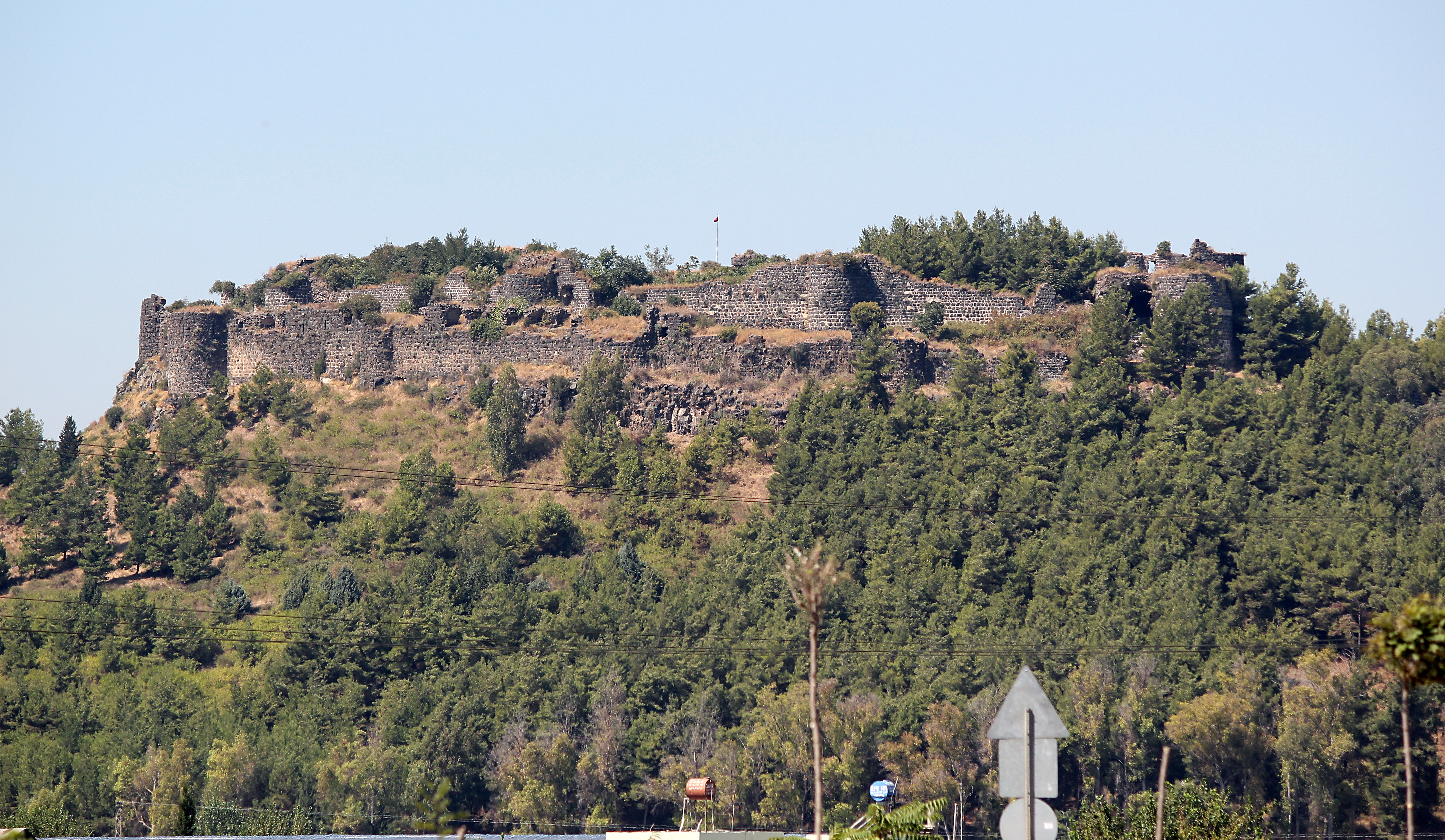
Burg Toprakkale

Etwa zwei Kilometer südlich der Stadt liegt die Kreuzfahrerburg Toprakkale (früher Til Hamdun). Sie wurde wahrscheinlich zu byzantinischer Zeit erbaut und von Kreuzfahrern oder Armeniern im 12. Jahrhundert leicht erweitert. Der Bau, der im Straßendreieck Adana-Gaziantep-Antakya liegt, verfügt über unterirdische Gänge und 33 zum Teil gut erhaltene Räume sowie eine doppelte, rechteckige Umfassungsmauer.